# توشییا اومی
توشییا اومی (ژاپنی: 尾身 俊哉؛ زادهٔ ۱۰ اکتبر ۱۹۹۵) یک بازیکن فوتبال اهل ژاپن است.
از باشگاه‌هایی که در آن بازی کرده‌است می‌توان به باشگاه ورزشی یوکوهاما اشاره کرد.